# Marta Miguelez
Marta Miguelez (Argentina, 1943) es una dramaturga y militante feminista y lésbica argentina. 
Integró grupos de organización feminista y de derechos humanos relacionados con la diversidad sexual, como la Unión Feminista Argentina (UFA), el Grupo de Política Sexual (GPS), Lugar de Mujer, y el Encuentro Nacional de Mujeres.

## Biografía
Marta Miguelez nació en 1943. En la década de 1960 comenzó a vivir en pareja con otra mujer. En 1972 su amiga Leonor Calvera la indujo a participar en la Unión Feminista Argentina, fundada el año anterior, donde militó hasta su disolución en 1976, o raíz de las amenazas de la dictadura militar que tomó el poder ese año. Desde entonces se convirtió en una de las principales referentes del movimiento feminista argentino.Junto a otras reconocidas feministas durante el gobierno peronista en 1975 Miguelez, Hilda Rais, Sara Torres y Marta Muñoz planificaron una campaña con el lema “Basta de abortos clandestinos” para impulsar su despenalización. Las reuniones se retrasaron y el golpe de Estado del 24 de marzo de 1976 paralizó los planes.
Con la apertura del gobierno peronista asumido en 1973 formó el grupo Política Sexual, trabajando junto al Frente de Liberación Homosexual.
Para Miguelez la militancia feminista incluía todas las orientaciones sexuales:

No sé si esto es la fantasía o la idealización o qué de la UFA, [pero el lesbianismo] no era necesario porque para nosotras el feminismo era el modo o la ideología, la revolución y la liberación de todas, lesbianas, bisexuales, heterosexuales, pansexuales, lo que fuere.
Marta Miguelez.

En 1974 la UFA, junto al Partido Socialista de los Trabajadores (PST) y el Movimiento de Liberación Femenina, creado al año anterior, formaron el Frente de Lucha de la Mujer (FLM), con el fin de actuar conjuntamente frente al Año Internacional de la Mujer a celebrarse en 1975.
Por entonces Míguelez se estaba formando como directora teatral y decidió estudiar con Alberto Ure. Inspirada en Paulo Freire concibió un teatro feminista sobre la base del teatro del oprimido.
En 1975, junto con Hilda Rais, Sara Torres y Marta Muñoz, diseñó una campaña con el lema “Basta de abortos clandestinos”, interrumpida por el golpe de Estado.
La dictadura cívico-militar que tomó el poder en 1976 definió a la UFA como "grupo de ultraizquierda", que en las condiciones de represión extrema impuestas significaba una alta probabilidad de "desaparecer" y ser asesinada. Por ese motivo la UFA fue disuelta por sus integrantes.
Después de la Guerra de Malvinas, cuando la dictadura comenzaba a retirarse, fue una de las fundadoras de Lugar de Mujer, que se constituiría en uno de los hitos del feminismo en Argentina, y el primer sitio con grupos de autoayuda para mujeres golpeadas. En ese momento formó también la Asociación Trabajo y Estudio sobre la Mujer (ATEM), que funcionaba dentro de Lugar de Mujer.
Inmediatamente después de recuperada la democracia en 1986, fue una de las integrantes de la Comisión Organizadora del Primer Encuentro Nacional de Mujeres que se realizó en la ciudad de Buenos Aires el Encuentro Nacional de Mujeres.
Desde los 90 conduce ciclos teatrales con perspectiva feminista.